# Arktocara yakataga
Arktocara yakataga è un cetaceo estinto, appartenente agli odontoceti. Visse nell'Oligocene superiore (circa 25 milioni di anni fa) e i suoi resti fossili sono stati ritrovati in Alaska. 

## Descrizione
Questo animale doveva assomigliare molto all'attuale platanista (Platanista gangetica), un delfino di fiume di medie dimensioni. Arktocara doveva superare di poco i due metri di lunghezza (secondo le stime fatte sui fossili dell'unico esemplare noto, la lunghezza doveva essere di 2,26 m) e, come il platanista, doveva possedere un lungo rostro armato di denti aguzzi. Rispetto a tutte le alte forme simili (gli allodelfinidi), Arktocara possedeva alcune caratteristiche uniche: una tacca antorbitale poco sviluppata, il margine laterale dritto della premascella destra posteriore al forame premascellare, una sutura tra ossa nasali e frontali a forma di U, e un processo postglenoide molto ridotto nell'osso squamoso.

## Classificazione
Arktocara yakataga venne descritto per la prima volta nel 2016, sulla base di un cranio parziale lungo 23 centimetri rinvenuto nel 1951 in Alaska meridionale. Il reperto venne poi "dimenticato" nelle collezioni dello Smithsonian Museum, fino all'anno della descrizione formale. Arktocara è un rappresentante degli Allodelphinidae, un gruppo di cetacei odontoceti appartenenti ai platanistoidi, a loro volta una branca rappresentata attualmente dal solo platanista. Arktocara, in particolare, è considerato il più antico allodelfinide e uno dei più antichi odontoceti noti finora. 

## Paleobiologia
Al contrario dell'attuale platanista, Arktocara era un predatore marino come la grande maggioranza dei platanistoidi estinti. Arktocara, finora, è il platanistoide ritrovato più a nord.